# The Plug Range Conservation Park
The Plug Range Conservation Park är en park i Australien. Den ligger i delstaten South Australia, omkring 240 kilometer nordväst om delstatshuvudstaden Adelaide.
Trakten runt The Plug Range Conservation Park är nära nog obefolkad, med mindre än två invånare per kvadratkilometer.. Närmaste större samhälle är Miltalie, omkring 15 kilometer sydost om The Plug Range Conservation Park. 
Omgivningarna runt The Plug Range Conservation Park är i huvudsak ett öppet busklandskap. Genomsnittlig årsnederbörd är 443 millimeter. Den regnigaste månaden är juni, med i genomsnitt 80 mm nederbörd, och den torraste är oktober, med 9 mm nederbörd.